# Jamie Murray
Jamie Robert Murray (Glasgow, 13 februari 1986) is een tennisser uit Schotland. Hij is prof sinds 2004. Hij is de broer van Andy Murray, maar in tegenstelling tot zijn jongere broer is Jamie vooral een dubbelspelspecialist. Na de Australian Open van 2007 vormde hij een team met de Amerikaan Eric Butorac en dat bleek een goede keuze: het paar schreef drie ATP-titels op hun naam. Na tegenvallende resultaten tijdens de tweede helft van het seizoen 2007 besloten Murray en Butorac een voorlopig einde te maken aan hun samenwerking.
Jamie behaalde zijn grootste succes tot nu toe in het gemengd dubbelspel, hij veroverde met Jelena Janković de titel tijdens Wimbledon 2007 en met Martina Hingis won hij Wimbledon 2017.
In 2015 bereikte hij met de Australiër John Peers de finale zowel op Wimbledon als op de US Open.

## Carrière

### Dubbel
Na het seizoen 2006 besloot Murray zich volledig toe te leggen op het dubbelspel. Hij speelde in Doha nog aan de zijde van zijn broer Andy en op de Australian Open vormde hij een gelegenheidsduo met Benjamin Becker. Na de eerste Grand Slam van het jaar werd hij door de linkshandige Amerikaan Eric Butorac gevraagd als teamgenoot en dat pakte goed uit.
Het Amerikaans-Schotse duo pakte uit met flitsend tennis en de al even opvallende bijnamen Booty en Stretch. Ze wonnen meteen de Challenger in Dallas, waarna ze ook op de ATP-toernooien van San José en Memphis met de titel gingen lopen. Na een teleurstellend gravelseizoen pikten Butorac en Murray de draad weer op tijdens de grastoernooien van Queen’s (kwartfinale) en Nottingham, waar ze hun derde titel van het jaar veroverden. Op Wimbledon won hij in 2007 het gemengd-dubbel samen met Jelena Janković.

### Davis Cup
Jamie Murray maakte zijn Davis Cup debuut voor Groot-Brittannië onder kapitein John Lloyd in 2007. Aan de zijde van Greg Rusedski speelde hij tegen Nederland de dubbelpartij, waarin de Britten in vier sets aan het langste eind trokken. In de vierde partij verloor Murray in drie sets van Robin Haase.

## Palmares
| Legenda                       | Legenda               |
| ----------------------------- | --------------------- |
| Grand Slam                    |                       |
| Olympische Spelen             |                       |
| tot 2009                      | vanaf 2009            |
| Tennis Masters Cup            | ATP Finals            |
| ATP Masters Series            | ATP Tour Masters 1000 |
| ATP International Series Gold | ATP Tour 500          |
| ATP International Series      | ATP Tour 250          |

### Dubbelspel
| Nr.                                      | Datum             | Toernooi            | Ondergrond    | Partner         | Tegenstanders in finale                    | Score                | Details |
| ---------------------------------------- | ----------------- | ------------------- | ------------- | --------------- | ------------------------------------------ | -------------------- | ------- |
| Gewonnen finales herendubbel             |                   |                     |               |                 |                                            |                      |         |
| 1.                                       | 18 februari 2007  | ATP San José        | Hardcourt (i) | Eric Butorac    | Chris Haggard Rainer Schüttler             | 7-5, 7-6(6)          | Details |
| 2.                                       | 25 februari 2007  | ATP Memphis         | Hardcourt     | Eric Butorac    | Julian Knowle Jürgen Melzer                | 7-5, 6-3             | Details |
| 3.                                       | 24 juni 2007      | ATP Nottingham      | Gras          | Eric Butorac    | Josh Goodall Ross Hutchins                 | 4-6, 6-3, [10-5]     | Details |
| 4.                                       | 17 februari 2008  | ATP Delray Beach    | Hardcourt     | Maks Mirni      | Bob Bryan Mike Bryan                       | 6-4, 3-6, [10-6]     | Details |
| 5.                                       | 7 november 2010   | ATP Valencia        | Hardcourt (i) | Andy Murray     | Mahesh Bhupathi Maks Mirni                 | 7-6(8), 5-7, [10-7]  | Details |
| 6.                                       | 25 september 2011 | ATP Metz            | Hardcourt (i) | André Sá        | Lukáš Dlouhý Marcelo Melo                  | 6-4, 7-6(7)          | Details |
| 7.                                       | 9 oktober 2011    | ATP Tokio           | Hardcourt     | Andy Murray     | František Čermák Filip Polášek             | 6-1, 6-4             | Details |
| 8.                                       | 14 april 2013     | ATP Houston         | Gravel        | John Peers      | Bob Bryan Mike Bryan                       | 1-6, 7-6(3), [12-10] | Details |
| 9.                                       | 28 juli 2013      | ATP Gstaad          | Gravel        | John Peers      | Pablo Andújar Guillermo García López       | 6-3, 6-4             | Details |
| 10.                                      | 29 september 2013 | ATP Bangkok         | Hardcourt (i) | John Peers      | Tomasz Bednarek Johan Brunström            | 6-3, 3-6,[10-6]      | Details |
| 11.                                      | 4 mei 2014        | ATP München         | Gravel        | John Peers      | Colin Fleming Ross Hutchins                | 6-4, 6-2             | Details |
| 12.                                      | 11 januari 2015   | ATP Brisbane        | Hardcourt     | John Peers      | Oleksandr Dolgopolov Kei Nishikori         | 6-3, 7-6(4)          | Details |
| 13.                                      | 2 augustus 2015   | ATP Hamburg         | Gravel        | John Peers      | Juan Sebastián Cabal Robert Farah Maksoud  | 2-6, 6-3, [10-8]     | Details |
| 14.                                      | 16 januari 2016   | ATP Sydney          | Hardcourt     | Bruno Soares    | Rohan Bopanna Florin Mergea                | 6-3, 7-6(6)          | Details |
| 15.                                      | 31 januari 2016   | Australian Open     | Hardcourt     | Bruno Soares    | Daniel Nestor Radek Štěpánek               | 2-6, 6-4, 7-5        | Details |
| 16.                                      | 10 september 2016 | US Open             | Hardcourt     | Bruno Soares    | Pablo Carreño Busta Guillermo García López | 6-2, 6-3             | Details |
| 17.                                      | 4 maart 2017      | ATP Acapulco        | Hardcourt     | Bruno Soares    | John Isner Feliciano López                 | 6-3, 6-3             | Details |
| 18.                                      | 18 juni 2017      | ATP Stuttgart       | Gras          | Bruno Soares    | Oliver Marach Mate Pavić                   | 6-7, 7-5, [10-5]     | Details |
| 19.                                      | 25 juni 2017      | ATP Londen          | Gras          | Bruno Soares    | Julien Benneteau Édouard Roger-Vasselin    | 6-2, 6-3             | Details |
| 20.                                      | 4 maart 2018      | ATP Acapulco (2)    | Hardcourt     | Bruno Soares    | Bob Bryan Mike Bryan                       | 7-6(4), 7-5          | Details |
| 21.                                      | 5 augustus 2018   | ATP Washington      | Hardcourt     | Bruno Soares    | Mike Bryan Édouard Roger-Vasselin          | 3-6, 6-3, [10-4]     | Details |
| 22.                                      | 19 augustus 2018  | ATP Cincinnati      | Hardcourt     | Bruno Soares    | Juan Sebastián Cabal Robert Farah Maksoud  | 4-6, 6-3, [10-6]     | Details |
| 23.                                      | 12 januari 2019   | ATP Sydney          | Hardcourt     | Bruno Soares    | Juan Sebastián Cabal Robert Farah Maksoud  | 6-4, 6-3             | Details |
| 24.                                      | 14 november 2020  | ATP Sofia           | Hardcourt (i) | Neal Skupski    | Jürgen Melzer Édouard Roger-Vasselin       | Walk-over            | Details |
| 25.                                      | 7 februari 2021   | ATP Melbourne 1     | Hardcourt     | Bruno Soares    | Juan Sebastián Cabal Robert Farah Maksoud  | 6-3, 7-6(7)          | Details |
| 26.                                      | 31 oktober 2021   | ATP Sint-Petersburg | Hardcourt (i) | Bruno Soares    | Andrej Goloebev Hugo Nys                   | 6-3, 6-4             | Details |
| 27.                                      | 27 augustus 2022  | ATP Winston-Salem   | Hardcourt     | Matthew Ebden   | Hugo Nys Jan Zieliński                     | 6-4, 6-2             | Details |
| 28.                                      | 12 februari 2023  | Dallas              | Hardcourt (i) | Michael Venus   | Nathaniel Lammons Jackson Withrow          | 6-2, 7-5             | Details |
| 29.                                      | 23 april 2023     | Banja Luka          | Gravel        | Michael Venus   | Francisco Cabral Oleksandr Nedovjesov      | 6-2, 7-5             | Details |
| 30.                                      | 27 mei 2023       | Genève              | Gravel        | Michael Venus   | Marcel Granollers Horacio Zeballos         | 7-6(6), 7-6(3)       | Details |
| 31.                                      | 26 september 2023 | Zhuhai              | Hardcourt     | Michael Venus   | Nathaniel Lammons Jackson Withrow          | 6–4, 6–4             | Details |
| Verloren finales herendubbel             |                   |                     |               |                 |                                            |                      |         |
| 1.                                       | 30 juli 2006      | ATP Los Angeles     | Hardcourt     | Eric Butorac    | Bob Bryan Mike Bryan                       | 2-6, 4-6             | Details |
| 2.                                       | 1 oktober 2006    | ATP Bangkok         | Hardcourt (i) | Andy Murray     | Jonathan Erlich Andy Ram                   | 2-6, 6-2, [4-10]     | Details |
| 3.                                       | 20 april 2008     | ATP Estoril         | Gravel        | Kevin Ullyett   | Jeff Coetzee Wesley Moodie                 | 2-6, 3-6             | Details |
| 4.                                       | 22 juni 2008      | ATP Nottingham      | Gras          | Jeff Coetzee    | Bruno Soares Kevin Ullyett                 | 2-6, 6-7(5)          | Details |
| 5.                                       | 5 februari 2012   | ATP Montpellier     | Hardcourt (i) | Paul Hanley     | Nicolas Mahut Édouard Roger-Vasselin       | 4-6, 6-7(4)          | Details |
| 6.                                       | 6 oktober 2013    | ATP Tokio           | Hardcourt     | John Peers      | Rohan Bopanna Édouard Roger-Vasselin       | 6-7(5), 4-6          | Details |
| 7.                                       | 15 juni 2014      | ATP Londen          | Gras          | John Peers      | Alexander Peya Bruno Soares                | 6-4, 6-7(4), [4-10]  | Details |
| 8.                                       | 23 augustus 2014  | ATP Winston-Salem   | Hardcourt     | John Peers      | Juan Sebastián Cabal Robert Farah Maksoud  | 3-6, 4-6             | Details |
| 9.                                       | 28 september 2014 | ATP Kuala Lumpur    | Hardcourt (i) | John Peers      | Marcin Matkowski Leander Paes              | 6-3, 6-7(5), [5-10]  | Details |
| 10.                                      | 15 februari 2015  | ATP Rotterdam       | Hardcourt (i) | John Peers      | Jean-Julien Rojer Horia Tecău              | 6-3, 3-6, [8-10]     | Details |
| 11.                                      | 26 april 2015     | ATP Barcelona       | Gravel        | John Peers      | Marin Draganja Henri Kontinen              | 3-6, 7-6(6), [9-11]  | Details |
| 12.                                      | 12 juli 2015      | Wimbledon           | Gras          | John Peers      | Jean-Julien Rojer Horia Tecău              | 6-7(5), 4-6, 4-6     | Details |
| 13.                                      | 13 september 2015 | US Open             | Hardcourt     | John Peers      | Pierre-Hugues Herbert Nicolas Mahut        | 4-6, 4-6             | Details |
| 14.                                      | 25 oktober 2015   | ATP Wenen           | Hardcourt (i) | John Peers      | Łukasz Kubot Marcelo Melo                  | 6-4, 6-7(3), [6-10]  | Details |
| 15.                                      | 1 november 2015   | ATP Bazel           | Hardcourt (i) | John Peers      | Alexander Peya Bruno Soares                | 5-7, 5-7             | Details |
| 16.                                      | 17 april 2016     | ATP Monte Carlo     | Gravel        | Bruno Soares    | Nicolas Mahut Pierre-Hugues Herbert        | 6-4, 0-6, [6-10]     | Details |
| 17.                                      | 31 juli 2016      | ATP Toronto         | Hardcourt     | Bruno Soares    | Ivan Dodig Marcelo Melo                    | 4-6, 4-6             | Details |
| 18.                                      | 14 januari 2017   | ATP Sydney (2)      | Hardcourt     | Bruno Soares    | Wesley Koolhof Matwé Middelkoop            | 3-6, 5-7             | Details |
| 19.                                      | 20 augustus 2017  | ATP Cincinnati      | Hardcourt     | Bruno Soares    | Nicolas Mahut Pierre-Hugues Herbert        | 6-7(6), 4-6          | Details |
| 20.                                      | 8 oktober 2017    | ATP Tokio           | Hardcourt     | Bruno Soares    | Ben McLachlan Yasutaka Uchiyama            | 4-6, 6-7(1)          | Details |
| 21.                                      | 5 januari 2018    | ATP Doha            | Hardcourt     | Bruno Soares    | Oliver Marach Mate Pavić                   | 2-6, 6-7(6)          | Details |
| 22.                                      | 24 juni 2018      | ATP Londen          | Gras          | Bruno Soares    | Henri Kontinen John Peers                  | 4-6, 3-6             | Details |
| 23.                                      | 14 oktober 2018   | ATP Shanghai        | Hardcourt     | Bruno Soares    | Łukasz Kubot Marcelo Melo                  | 4-6, 2-6             | Details |
| 24.                                      | 28 april 2019     | ATP Barcelona       | Gravel        | Bruno Soares    | Juan Sebastián Cabal Robert Farah Maksoud  | 4-6, 6-7(4)          | Details |
| 25.                                      | 29 augustus 2020  | ATP Cincinnati      | Hardcourt     | Neal Skupski    | Pablo Carreño Busta Alex de Minaur         | 2-6, 5-7             | Details |
| 26.                                      | 1 november 2020   | ATP Wenen           | Hardcourt (i) | Neal Skupski    | Łukasz Kubot Marcelo Melo                  | 6-7(5), 5-7          | Details |
| 27.                                      | 10 september 2021 | US Open             | Hardcourt     | Bruno Soares    | Rajeev Ram Joe Salisbury                   | 6-3, 2-6, 2-6        | Details |
| 28.                                      | 20 februari 2022  | ATP Rio de Janeiro  | Gravel        | Bruno Soares    | Simone Bolelli Fabio Fognini               | 5-7, 7-6(2), [6-10]  | Details |
| 29.                                      | 7 januari 2023    | ATP Adelaide 1      | Hardcourt     | Michael Venus   | Lloyd Glasspool Harri Heliövaara           | 3-6, 6-7(3)          | details |
| 30.                                      | 20 augustus 2023  | ATP Cincinnati      | Hardcourt     | Michael Venus   | Maximo Gonzalez Andres Molteni             | 6-3, 1-6, [9-11]     | Details |
| 31.                                      | 22 oktober 2023   | ATP Tokio           | Hardcourt     | Michael Venus   | Rinky Hijikata Max Purcell                 | 4-6, 1-6             | Details |
| Gewonnen finales herendubbel challengers |                   |                     |               |                 |                                            |                      |         |
| 1.                                       | 10 september 2006 | Como                | Gravel        | Jamie Delgado   | Victor Trivoi Gabriel Moraru               | 6-2, 4-6, [10-7]     |         |
| 2.                                       | 11 februari 2007  | Dallas              | Hardcourt (i) | Eric Butorac    | Rajeev Ram Bobby Reynolds                  | 6-4, 6-7(4), [10-7]  |         |
| 3.                                       | 23 augustus 2009  | Trani               | Gravel        | Jamie Delgado   | Simon Greul Alessandro Motti               | 3-6, 6-4, [12-10]    |         |
| 4.                                       | 13 september 2009 | Alphen aan den Rijn | Gravel        | Jonathan Murray | Sergej Boebka Serhij Stachovsky            | 6-1, 6-4             |         |
| 5.                                       | 27 september 2009 | Ljubljana           | Gravel        | Jamie Delgado   | Stéphane Robert Simone Vagnozzi            | 6-3, 6-3             |         |
| 6.                                       | 8 november 2009   | Astana              | Hardcourt (i) | Jonathan Murray | David Martin Rogier Wassen                 | 4-6, 6-3, [10-5]     |         |
| 7.                                       | 17 januari 2010   | Salinas             | Hardcourt     | Jonathan Murray | Sanchai Ratiwatana Sonchat Ratiwatana      | 6-3, 6-4             |         |
| 8.                                       | 14 februari 2010  | Bergamo             | Hardcourt (i) | Jonathan Murray | Karol Beck Jiri Krkoska                    | 6-1, 6-7(2), [10-8]  |         |
| 9.                                       | 17 oktober 2010   | Tasjkent            | Gravel        | Ross Hutchins   | Karol Beck Filip Polášek                   | 2-6, 6-4, [10-8]     |         |
| 10.                                      | 21 november 2010  | Bratislava          | Hardcourt (i) | Colin Fleming   | Travis Parrott Filip Polášek               | 6-2, 3-6, [10-6]     |         |
| 11.                                      | 9 juni 2013       | Nottingham          | Gras          | John Peers      | Ken Skupski Neal Skupski                   | 6-2, 6-7(3), [10-6]  |         |
| 12.                                      | 17 maart 2019     | Phoenix             | Hardcourt     | Neal Skupski    | Austin Krajicek Artem Sitak                | 6-7 (2), 7-5, [10-6] |         |

### Gemengd dubbelspel
| Nr.                            | Datum            | Toernooi        | Ondergrond | Partner               | Tegenstanders in finale          | Score            | Details |
| ------------------------------ | ---------------- | --------------- | ---------- | --------------------- | -------------------------------- | ---------------- | ------- |
| Gewonnen finales gemengddubbel |                  |                 |            |                       |                                  |                  |         |
| 1.                             | 8 juli 2007      | Wimbledon       | Gras       | Jelena Janković       | Alicia Molik Jonas Björkman      | 6–4, 3–6, 6–1    | Details |
| 2.                             | 16 juli 2017     | Wimbledon (2)   | Gras       | Martina Hingis        | Heather Watson Henri Kontinen    | 6-4, 6-4         | Details |
| 3.                             | 9 september 2017 | US Open         | Hardcourt  | Martina Hingis        | Chan Hao-ching Michael Venus     | 6-1, 4-6, [10-8] | Details |
| 4.                             | 8 september 2018 | US Open (2)     | Hardcourt  | Bethanie Mattek-Sands | Alicja Rosolska Nikola Mektić    | 2-6, 6-3, [11-9] | Details |
| 5.                             | 7 september 2019 | US Open (3)     | Hardcourt  | Bethanie Mattek-Sands | Chan Hao-ching Michael Venus     | 6-2, 6-3         | Details |
| Verloren finales gemengddubbel |                  |                 |            |                       |                                  |                  |         |
| 1.                             | 7 september 2008 | US Open         | Hardcourt  | Liezel Huber          | Cara Black Leander Paes          | 6-7, 4-6         | details |
| 2.                             | 15 juli 2018     | Wimbledon       | Gras       | Viktoryja Azarenka    | Alexander Peya Nicole Melichar   | 6-7(1), 3-6      | Details |
| 3.                             | 1 februari 2020  | Australian Open | Hardcourt  | Bethanie Mattek-Sands | Barbora Krejčíková Nikola Mektić | 7-5, 4-6, [1-10] | Details |

## Prestatietabel grandslamtoernooien
| Legenda | Legenda                          |
| ------- | -------------------------------- |
| g.t.    | geen toernooi gehouden           |
| l.c.    | lagere categorie                 |
| –       | niet deelgenomen                 |
| G       | uitgeschakeld in de groepsfase   |
| 1R      | uitgeschakeld in de eerste ronde |
| 2R      | uitgeschakeld in de tweede ronde |
| 3R      | uitgeschakeld in de derde ronde  |
| 4R      | uitgeschakeld in de vierde ronde |
| KF      | uitgeschakeld in de kwartfinale  |
| HF      | uitgeschakeld in de halve finale |
| F       | de finale verloren               |
| W       | het toernooi gewonnen            |
| w-v     | winst/verlies-balans             |

### Enkelspel
Murray speelde nog nooit op een grandslamtoernooi in het enkelspel.

### Mannen dubbelspel
| Grandslamtoernooien  |      |      |      |      |      |      |      |      |      |      |      |      |      |      |      |      |      |      |      |      |
| Australian Open      | –    | 1R   | 1R   | 1R   | –    | 2R   | 1R   | 1R   | 2R   | 3R   | W    | 1R   | 2R   | KF   | 2R   | HF   | 3R   | 2R   |      |      |
| Roland Garros        | –    | 1R   | 1R   | 1R   | 1R   | 2R   | 1R   | 2R   | 3R   | 3R   | 3R   | 3R   | 2R   | 1R   | KF   | 3R   | 2R   | 3R   |      |      |
| Wimbledon            | 1R   | 3R   | 3R   | 1R   | 1R   | 2R   | 2R   | 1R   | 3R   | F    | KF   | 2R   | KF   | 1R   | g.t. | 2R   | 3R   | KF   |      |      |
| US Open              | –    | 2R   | 1R   | –    | –    | 1R   | 1R   | KF   | 1R   | F    | W    | KF   | KF   | HF   | KF   | F    | 1R   | 2R   |      |      |
| ATP Finals           |      |      |      |      |      |      |      |      |      |      |      |      |      |      |      |      |      |      |      |      |
| ATP Finals           | –    | –    | –    | –    | –    | –    | –    | –    | –    | G    | HF   | HF   | HF   | –    | –    | G    | –    | –    |      |      |
| ATP Masters 1000     |      |      |      |      |      |      |      |      |      |      |      |      |      |      |      |      |      |      |      |      |
| Indian Wells         | –    | 2R   | HF   | 1R   | –    | KF   | 2R   | 2R   | 1R   | –    | KF   | HF   | 2R   | 1R   | g.t. | 1R   | 1R   | KF   |      |      |
| Miami                | –    | 1R   | 1R   | 1R   | –    | 2R   | 1R   | –    | 1R   | 2R   | 1R   | KF   | 2R   | 2R   | g.t. | 2R   | 1R   | 2R   |      |      |
| Monte Carlo          | –    | 1R   | 1R   | –    | –    | –    | 2R   | –    | –    | 1R   | F    | KF   | 2R   | HF   | g.t. | 1R   | HF   | 1R   |      |      |
| Hamburg              | –    | –    | 1R   | l.c. | l.c. | l.c. | l.c. | l.c. | l.c. | l.c. | l.c. | l.c. | l.c. | l.c. | l.c. | l.c. | l.c. | l.c. | l.c. | l.c. |
| Madrid               | –    | 2R   | 1R   | –    | –    | 1R   | –    | –    | 1R   | KF   | 2R   | KF   | KF   | KF   | g.t. | 1R   | HF   | KF   |      |      |
| Rome                 | –    | –    | 2R   | –    | –    | 1R   | –    | –    | –    | KF   | KF   | 2R   | HF   | 1R   | 1R   | 1R   | 1R   | KF   |      |      |
| Montreal/Toronto     | –    | 1R   | 2R   | –    | –    | KF   | –    | –    | 2R   | KF   | F    | 2R   | 2R   | 1R   | g.t. | 1R   | 1R   | 2R   |      |      |
| Cincinnati           | –    | 2R   | KF   | –    | –    | –    | –    | –    | 1R   | 2R   | KF   | F    | W    | HF   | F    | –    | 2R   | F    |      |      |
| Shanghai             | l.c. | l.c. | l.c. | –    | –    | –    | –    | HF   | 1R   | –    | KF   | HF   | F    | HF   | g.t. | g.t. | g.t. | 2R   |      |      |
| Parijs               | –    | 1R   | 2R   | –    | –    | 2R   | –    | 1R   | –    | 2R   | 2R   | HF   | 2R   | KF   | 2R   | HF   | KF   | 2R   |      |      |
| Olympische Spelen    |      |      |      |      |      |      |      |      |      |      |      |      |      |      |      |      |      |      |      |      |
| Olympische Spelen    | g.t. | g.t. | 2R   | g.t. | g.t. | g.t. | 1R   | g.t. | g.t. | g.t. | 1R   | g.t. | g.t. | g.t. | g.t. | 2R   | g.t. | g.t. |      |      |
| statistieken         |      |      |      |      |      |      |      |      |      |      |      |      |      |      |      |      |      |      |      |      |
| totaal aantal titels | 0    | 3    | 1    | 0    | 1    | 2    | 0    | 3    | 1    | 2    | 3    | 3    | 3    | 1    | 1    | 2    | 1    | 4    | 0    |      |
| eindejaarsranking    | 77   | 32   | 28   | 105  | 57   | 35   | 75   | 30   | 42   | 7    | 4    | 9    | 7    | 23   | 24   | 19   | 36   | 16   |      |      |

### Gemengd dubbelspel
| Grandslamtoernooien |      |      |      |      |      |    |      |      |      |    |      |      |      |      |    |      |      |  |
| Australian Open     | –    | 2R   | 2R   | –    | 1R   | 1R | –    | 1R   | 2R   | KF | –    | 2R   | KF   | F    | 2R | –    | KF   |  |
| Roland Garros       | –    | KF   | –    | –    | HF   | –  | –    | 1R   | 2R   | KF | –    | 1R   | –    | g.t. | 2R | –    | 2R   |  |
| Wimbledon           | W    | HF   | HF   | 1R   | 2R   | –  | 1R   | 3R   | –    | –  | W    | F    | 2R   | g.t. | –  | 2R   | 2R   |  |
| US Open             | HF   | F    | –    | –    | 1R   | –  | –    | 2R   | 2R   | –  | W    | W    | W    | g.t. | 1R | 1R   | 2R   |  |
| Olympische Spelen   |      |      |      |      |      |    |      |      |      |    |      |      |      |      |    |      |      |  |
| Olympische Spelen   | g.t. | g.t. | g.t. | g.t. | g.t. | –  | g.t. | g.t. | g.t. | 1R | g.t. | g.t. | g.t. | g.t. | –  | g.t. | g.t. |  |